# تفجير مراكش 2011
تفجير مراكش 2011 أو تفجير مقهى أركانة في مراكش هو هجوم ارهابي حصل في مقهى أركانة السياحي في مدينة مراكش المغربية بتاريخ 28 أبريل 2011 ظهرا مخلفا 17 قتيلا و20 جريحا مصابين بإصابات متفاوتة الخطورة وتحطيم جزئيا للمقهى. وقد حصل الانفجار من خلال قنبلة يدوية الصنع تركت في حقيبة بالمقهى في ساحة جامع الفنا الشهيرة سياحيا.
اعتقد في البداية أن الانفجار كان بسبب قنينة غاز، ولكن مالبث أن أعلنت وزارة الداخلية المغربية أن سبب التفجير هو عمل إجرامي.

## المسؤولية والأحكام

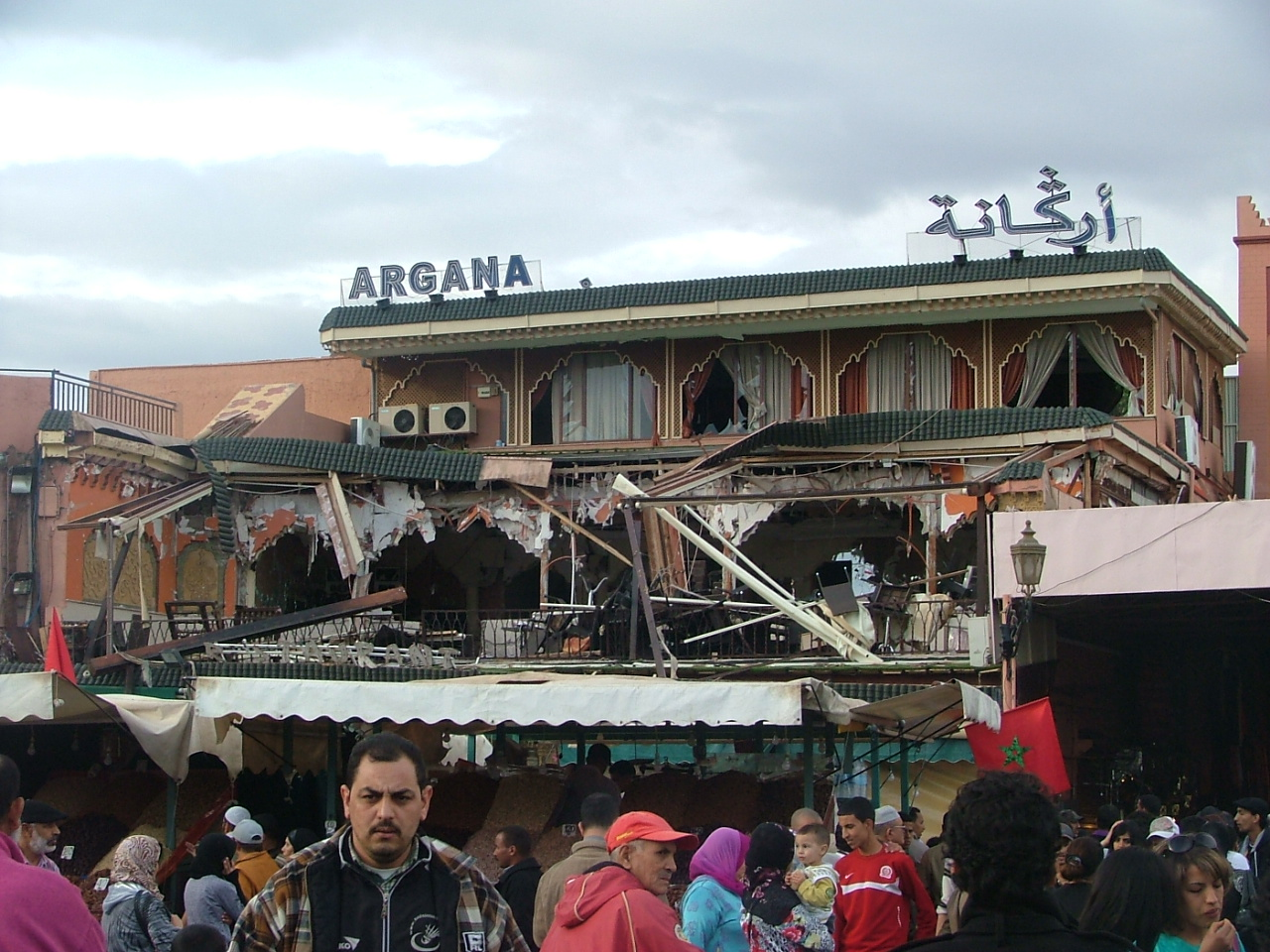
آثار التفجير

في البداية اتهم المغرب تنظيم القاعدة في بلاد المغرب الإسلامي بمسؤوليتها عن الهجوم. بعد شنها لحملة تمرد منذ عام 2002. لكن في أوائل مايو نفى التنظيم أية علاقة له بالهجوم عبر نشره بيانًا ادعى فيه التالي:
«"نرفض أي صلة لنا بهذا الانفجار ونؤكد أنه لا علاقة لنا بأي شكل من الأشكال بهذه العملية. ونؤكد أيضا أنه على الرغم من حقيقة أن من بين أولوياتنا (...) الهجمات ضد اليهود والصليبيين وكل ما له علاقة بمصالحهم، ولكن نحن نسعى جاهدين لاختيار الوقت والمكان الذي لن يتعارض مع مصالح الأمة وعملها نحو الهدف لتحريره. "»
في الأسبوع التالي، أعلنت وزارة الداخلية المغربية اعتقال عدد من المشتبه بهم المرتبطين بتنظيم القاعدة. في 28 أكتوبر / تشرين الأول 2011، صدر حكم بالإعدام على المتهم الرئيسي عادل العثماني والسجن مدى الحياة لشريكه. ومن بين المتهمين السبعة الآخرين، حُكم على أربعة منهم بالسجن لمدة أربع سنوات فيما حُكم على ثلاثة آخرين بالسجن لمدة سنتين.
لم يعرف المغرب مثل هذا الهجوم القاتل منذ مايو 2003 عندما أدت تفجيرات الدار البيضاء 2003 إلى مقتل 45 شخصًا وعدة جرحى.

## الحصيلة

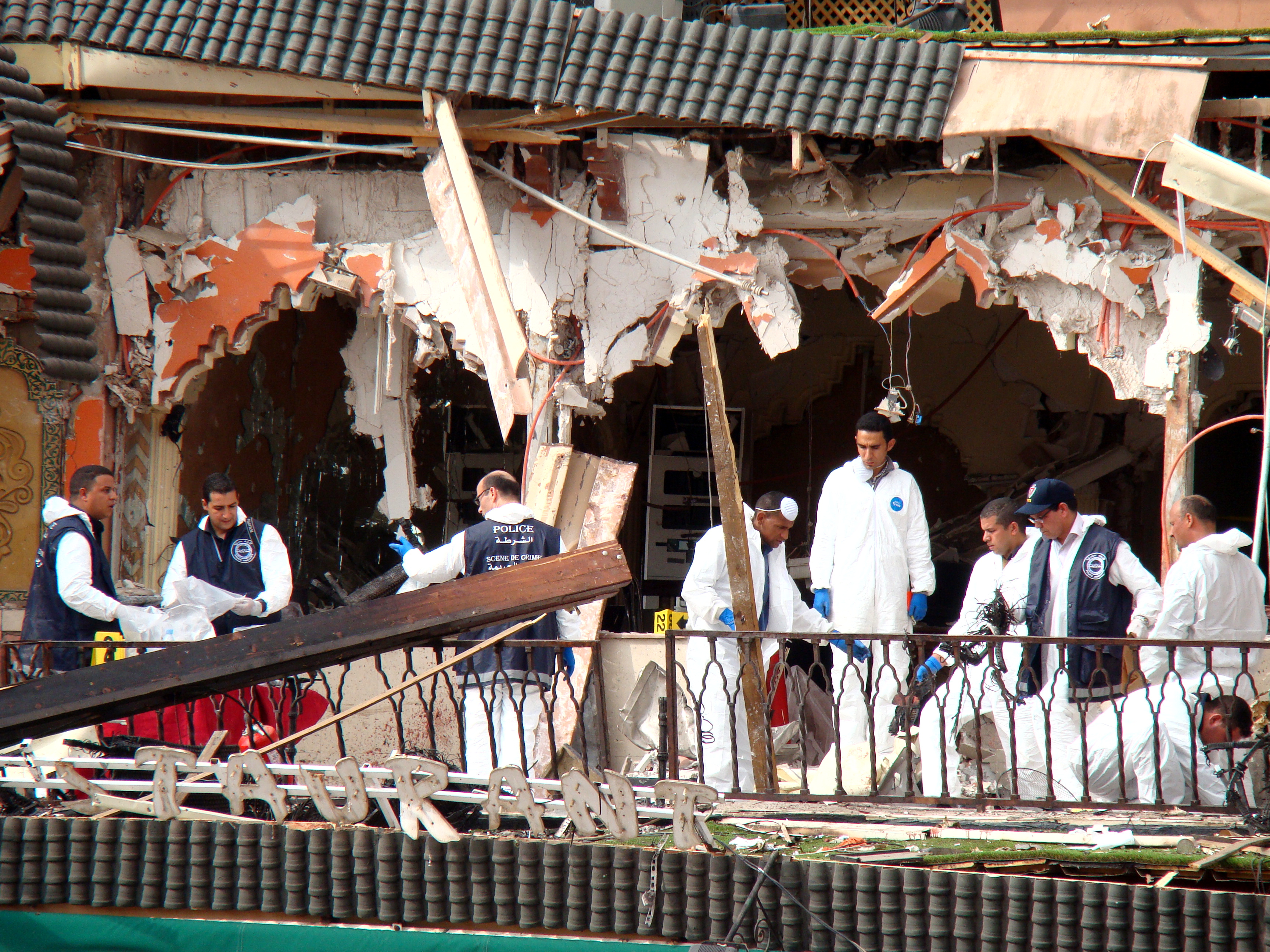
الشرطة تحقق في الموقع بعد ساعات قليلة من الانفجار

إبان الهجوم قُتل 17 شخصًا، توفي منهم 14 شخصًا في موقع الانفجار، بينما أُبلغ عن مقتل 3 أشخاص آخرين في اليوم الموالي. فيما أصيب 25 شخصا، أربعة بجروح خطيرة، بما في ذلك المبرمج الروسي رومان سيليزنيف.
قُتل ثمانية فرنسيين، أحدهم فتاة من شمال فرنسا عمرها 10 سنوات. كما قُتل أيضًا مواطن إسرائيلي كندي، ومواطن بريطاني (بيتر موس، 59 عامًا من لندن والذي كان كاتبًا سابقًا لجريدة The Jewish Chronicle)، بالإضافة إلى هولندي، سويسري وبرتغالي يعيش في سويسرا. كان السويسريون والبرتغاليون أصحاب صحفيين من تيسينو أصيبوا في نفس الهجوم.
بالإضافة إلى هؤلاء الرعايا الأجانب، قتل اثنان من المغاربة. أحدهما كان زوج القتلى الإسرائيليين الكنديين.
ومن بين الجرحى، تم نقل 14 إلى المستشفى وأعيد أربعة إلى بلدهم في اليوم التالي (اثنان سويسريان وروسيان)، بينما غادر آخرون المستشفى بعد تلقي الرعاية اللازمة. توفي أحد السويسريين فيما بعد أثناء وجوده في المستشفى في زيوريخ.
| الجنسية         | عدد الأموات |
| --------------- | ----------- |
| فرنسا           | 8           |
| المغرب          | 2           |
| سويسرا          | 2           |
| روسيا           | 1           |
| كندا            | 1           |
| البرتغال        | 1           |
| هولندا          | 1           |
| المملكة المتحدة | 1           |
| الحصيلة         | 17          |

## ردود الفعل الدولية

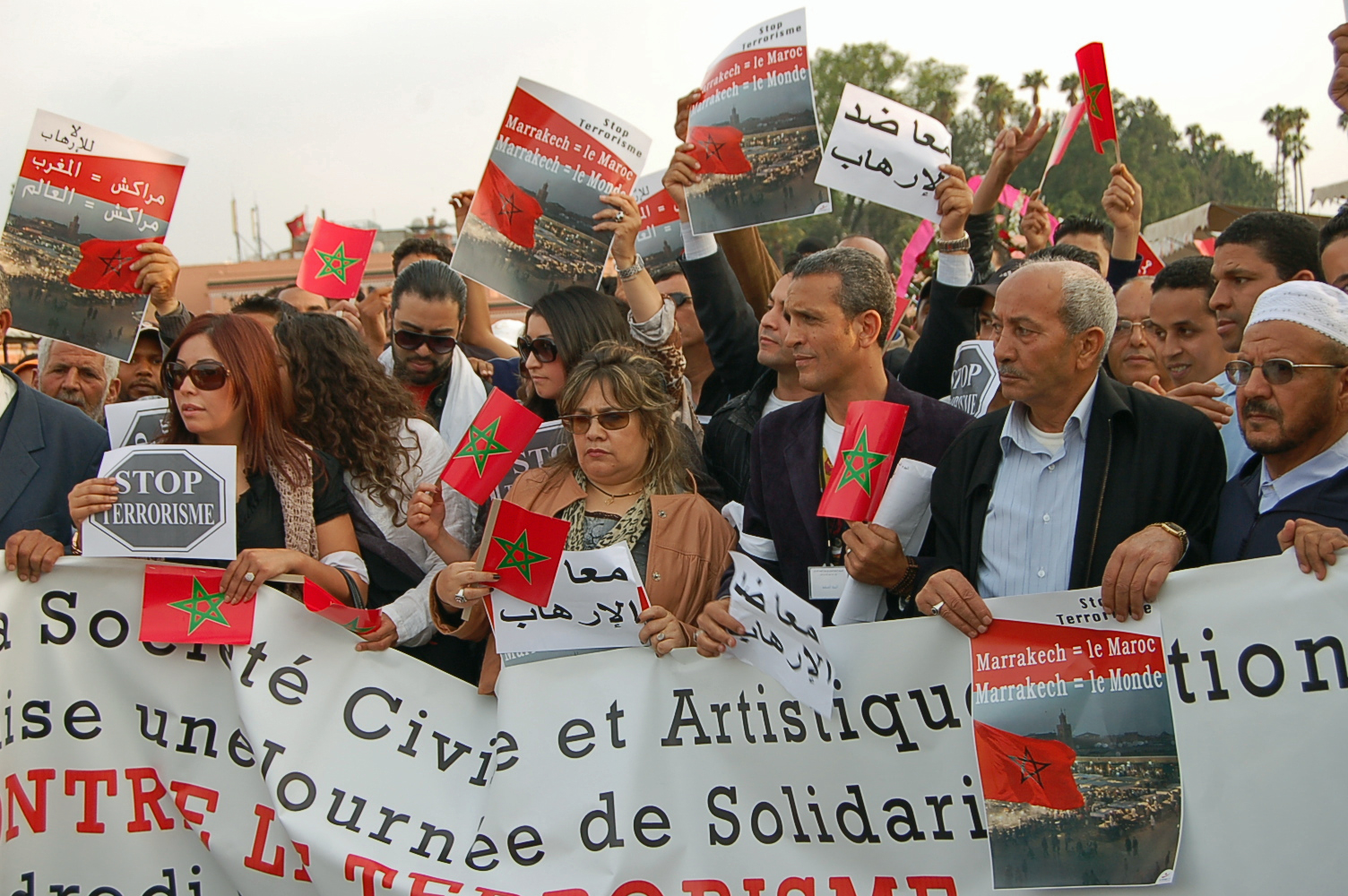
مظاهرة ضد الإرهاب 7 مايو 2011 في مراكش.

- أرمينيا - بعث الرئيس سيرج سركسيان بتعازيه إلى ملك المغرب مؤكدا دعمه «في العثور على الجناة وتقديمهم إلى العدالة».[16]
- فرنسا : أدان الرئيس الفرنسي السابق نيكولا ساركوزي هذا التصرف الذي وصفه بـ «البغيض والوحشي والجبان» والذي تسبب في سقوط العديد من الضحايا ومن بينهم فرنسيون.[17] كما صرح وزير الداخلية الفرنسي كلود غيان قائلا «"لا شيء يسمح بتأكيد" أن فرنسا من كانت مستهدفة بهذا الهجوم. وأضاف "صحيح أن هذا المقهى هو بؤرة سياحية نظرا لحماسة الفرنسيين لمراكش، لذلك كان هناك احتمال كبير بأن يتأثر الشعب الفرنسي"».[18]
- إيطاليا: أدانت إيطاليا «بصلابة» التفجير الإجرامي الذي وقع يوم الخميس في مراكش، معربة عن تضامنها مع المغرب عقب «هذا العمل الوحشي العنيف».[19]
- الولايات المتحدة : أدانت وزيرة الخارجية هيلاري كلينتون الهجوم الإرهابي الذي قتل وجرح الأبرياء بأقوى العبارات. وأعربت عن تعاطفها مع ضحايا هذا «الهجوم الجبان» بالقول إن الأعمال الإرهابية لا يمكن تحملها أينما ارتكبت.[20]
- ألمانيا : حثت ألمانيا على أن الهجوم «يجب ألا يوقف عملية الإصلاح التي بدأت في المغرب»، في إشارة إلى «الربيع العربي» الجاري.[بحاجة لمصدر]
- الأمم المتحدة : أدان مجلس الأمن «بأشد العبارات» الهجوم الإرهابي وأكد مجددا أن «الإرهاب بجميع أشكاله ومظاهره هو أحد أخطر التهديدات للسلم والأمن الدولي».[21] وقال الأمين العام بان كي مون أن «الهجوم مرعب».[22]
- وصفت منظمة هيومان رايتس ووتش الهجوم بأنه «"عدوان بغيض على السكان وانتهاك لحقوق الإنسان الأساسية"». وقالت سارة ليا ويتسون، مديرة قسم الشرق الأوسط وشمال أفريقيا في هيومن رايتس ووتش: «"إن هذا الهجوم بالقنابل في مقهى بمراكش هو اعتداء لا مبرر له على الحق في الحياة". "لا يمكن أبدا أن يكون هناك أي مبرر لمثل هذا العدوان الشديد."» كما دعت هيومن رايتس ووتش السلطات المغربية إلى عدم ارتكاب «انتهاكات جسيمة» للمشتبه فيهم المحتملين وعدم «إعاقة» الإصلاحات الديمقراطية التي تم إطلاقها مؤخرًا. وتذكر هيومن رايتس ووتش «بالعديد من انتهاكات حقوق الإنسان للمشتبه في أنهم إرهابيون في المغرب» في الماضي. تستشهد المنظمة غير الحكومية بحالة القمع التي ضربت الجماعات الإسلامية بعد تفجيرات الدار البيضاء 2003.[23]
- الجزائر : أدانت الجزائر «بأقصى قدر من الصرامة الهجوم الإرهابي الجبان» الذي استهدف مقهى أرغانة في مراكش، في بيان صادر عن المتحدث باسم وزارة الشؤون الخارجية الجزائرية. وأضاف «مثل هذا الفعل الفظيع لا يمكن إلا أن يؤدي إلى إدانة دون رحمة.»[24]

## وصلات خارجية
- فيديو يوتوب على يوتيوب